# Pounding the Pavement
Pounding the Pavement je sedmnácté studiové album kanadské heavymetalové skupiny Anvil. Vydáno bylo 19. ledna roku 2018 společností SPV/Steamhammer. Jeho nahrávání probíhalo ve studiu Soundlodge v německém Rhauderfehnu. Dokončení nahrávání alba bylo oznámeno koncem srpna 2017. Producentem alba je Jörg Uken.

## Seznam skladeb
1. Bitch in the Box
2. Ego
3. Doing What I Want
4. Smash Your Face
5. Pounding the Pavement
6. Rock That S--t
7. Let It Go
8. Nanook of the North
9. Black Smoke
10. World of Tomorrow
11. Warming Up
12. Don't Tell Me (bonus)